# نوبة الحجاز الكبير
نوبة الحجاز الكبير هي واحدة من النوبات الأندلسية الأحد عشر التي لا زالت محفوظة وتؤدى من طرف الفرق الموسيقية الأندلسية في المغرب الكبير. نوبة الحجاز الكبير لها نغمة مفرحة ومنعشة للذات نظرا لتنوع أنغامها، وسلًمها على نغمة ري مع وجود فا دييز صعودا ونزولا، ومع سي بيمول هبوطا. تقليديا، تعزف نوبة الحجاز الكبير في الليل.

## تاريخ وطبوع نوبة الحجاز الكبير
تشتمل النوبة الحجاز الكبير على ثلاثة طبوع، وهي: الحجاز الكبير، المشرقي الصغير ومجنب الذيل.

### طبع الحجاز الكبير
ذكر محمد الحايك في كناشه أن: «طبع الحجاز الكبير هو فرع من الزيدان عند أهل المغرب وأما أهل الشرق فلا حجاز عندهم ويزعمون ان الحجاز هو الزيدان».
طبع الحجاز استخرجه حجاز بن طارق من بلاد اليمن وكان نازلا بإحدى مدن العراق.مقامه هو صوت «ري».

### طبع المشرقي الصغير
طبع المشرقي الصغير هو فرع من الذيل لا يعرف من استخرجه. مقامه هو صوت «ري».

### طبع مجنب الذيل
طبع مجنب الذيل هو صوت «ري» وهو لحن استخرجه رجل أندلسي يدعى هديل.

## ميازين نوبة الحجاز الكبير
تشتمل نوبة الحجاز الكبير على خمسة ميازين، وهي:
- ميزان بسيط الحجاز الكبير
- ميزان قائم ونصف الحجاز الكبير
- ميزان ابطايحي الحجاز الكبير
- ميزان درج الحجاز الكبير
- ميزان قدام الحجاز الكبير

## كتب حولها
تطرقت عدة كتب إلى النوبات الأندلسية عامة ولنوبة الحجاز الكبير خاصة. من الكتب التي اهتمت بنوبة الحجاز الكبير نجد:
- كناش الحائك - محمد بن الحسين الحائك
- من وحي الرباب - عبد الكريم الرايس
- نوبة الحجاز الكبير (تدوين وفق رواية وأداء مولاي أحمد الوكيلي) - يونس الشامي (2016)[4][5]

## وصلات خارجية
- الأشعار الكاملة لنوبة الحجاز الكبير